# Новосибирский центр белорусской культуры
Новосибирский центр белорусской культуры — культурный центр, основанный в 2000 году в Новосибирске. Создан с целью сохранения культуры, языка и самобытности белорусов.

## История
Новосибирский центр белорусской культуры основан в сентябре 2000 года, инициатором его создания стал Президент Новосибирской региональной национально-культурной автономии белорусов В. В. Галузо при поддержке управления культуры администрации Новосибирской области и культурной организации «Белорусы Сибири».

## Задачи
Цель культурного учреждения — сохранение самобытности белорусского народа, их языка, традиций, приобщение представителей других национальностей к белорусской культуре.

## Участие в праздниках
Центр белорусской культуры участвует в праздновании Дня Победы, Дня защитника Отечества, Дня пожилых людей, Дня города Новосибирска, в праздниках «Каляда» и Ивана Купалы, принимает участие в областных фестивалях национальных культур.

## Коллективы
При учреждении организованы различные музыкальные коллективы: вокальный ансамбль «Крыничка», инструментальный ансамбль «Азаричи», детский вокальный ансамбль «Светлячок», хор «Спадчына»; в центре действуют кружки национальной вышивки, вязания и шитья, курсы белорусского языка.